# Głowaczowce
Głowaczowce, kostolice (Cottoidei) – podrząd ryb skorpenokształtnych (Scorpaeniformes), obejmujący około 800 gatunków klasyfikowanych tradycyjnie w dwóch nadrodzinach: Cottoidea i Cyclopteroidea, jednak relacje pokrewieństwa w obrębie tego taksonu nie zostały ustalone.

## Występowanie
We wszystkich typach wód: słodkich, słonych i słonawych, również w Bałtyku.

## Cechy charakterystyczne
Druga kość oczodołowa jest zrośnięta z przedpokrywową. Duże płetwy piersiowe. Cierniste promienie w płetwie grzbietowej, czasem z gruczołem jadowym u podstawy płetwy. Pęcherz pławny zamknięty lub nieobecny.

## Rodziny
- Abyssocottidae
- Agonidae – lisicowate
- Bathylutichthyidae
- Comephoridae – gołomiankowate
- Cottidae – głowaczowate
- Ereuniidae
- Hemitripteridae
- Psychrolutidae
- Rhamphocottidae
- Cyclopteridae – taszowate
- Liparidae – dennikowate